# Abdallah Nasib
Abdallah Mousa Musallam Nasib (arabisch عبدالله نصيب; * 25. Februar 1994 oder 25. Februar 1993 in Akaba) ist ein jordanischer Fußballspieler.

## Karriere

### Verein
Von That Ras kommend, wechselte er zur Saison 2017/18 zu al-Ramtha, wo er noch einmal knapp zwei Jahre verbrachte, bevor er sich bereits im Dezember 2019 dann al-Wehdat anschloss. Dort gewann er mit seiner Mannschaft hier dann in seiner ersten Spielzeit gleich auch den Meistertitel. Im Januar 2022 verließ er aber erstmals Jordanien als Spieler und schloss sich in Ägypten Ittihad Alexandria an. Seit Sommer 2023 ist er mittlerweile zurück in Jordanien und steht hier bei al-Hussein unter Vertrag. 

### Nationalmannschaft
Sein erstes bekanntes Spiel im Trikot der jordanischen A-Nationalmannschaft war eine 0:2-Freundschaftsspielniederlage gegen Haiti am 4. September 2021. Nach weiteren Freundschaftsspieleinsätzen war er auch beim Arabien-Pokal 2021 und kam hier in allen Partien seiner Mannschaft zum Einsatz, welche es bis ins Viertelfinale schaffte. Im darauffolgenden Jahr kamen dann noch weitere Freundschaftspartien und Qualifikationsspiele für die Asienmeisterschaft 2023 dazu.
Nach weiteren Qualifikationsspielen für die Weltmeisterschaft 2026 im November 2023 wurde er auch für die Asienmeisterschaft 2024 nominiert. Wo er auch gleich im ersten Gruppenspiel gegen Malaysia sein Turnier-Debüt hatte.